# Massili
Massili är ett periodiskt vattendrag i Burkina Faso. Det ligger i den centrala delen av landet, 50 km öster om huvudstaden Ouagadougou.
Omgivningarna runt Massili är en mosaik av jordbruksmark och naturlig växtlighet. Runt Massili är det ganska tätbefolkat, med 62 invånare per kvadratkilometer.